# Nikolái Oliunin
Nikolái Ígorevich Oliunin –en ruso, Николай Игоревич Олюнин – (Krasnoyarsk, 23 de octubre de 1991) es un deportista ruso que compite en snowboard, especialista en la prueba de campo a través.
Participó en los Juegos Olímpicos de Sochi 2014, obteniendo la medalla de plata en el campo a través.

## Medallero internacional
| Juegos Olímpicos | Juegos Olímpicos | Juegos Olímpicos | Juegos Olímpicos |
| Año              | Lugar            | Medalla          | Competición      |
| ---------------- | ---------------- | ---------------- | ---------------- |
| 2014             | Sochi (Rusia)    | Medalla de plata | Campo a través   |